# Albin Brnobić
Albin Brnobić (Markovac (Višnjan), 10. kolovoza 1916. - Zagreb, 25. lipnja 2007.), hrvatski dermatovenerolog i alergolog

## Životopis
Rođen u Markovcu. U Markovcu završio osnovnu školu, srednju u Zagrebu. Diplomirao na Medicinskom fakultetu u Zagrebu 1943. godine. Stažirao u Zagrebu od 1943. do 1945. godine. Poslije rata godinu dana radio je u bolnicama u Petrinji, Labinu i Rijeci. Sljedeće godine zaposlio se u zagrebačkom KBC-u na Klinici za kožne i spolne bolesti. Osnivač je Alergološke stanice i Ambulante za profesionalne kožne bolesti (1948. godine). Jedan od osnivača Alergološke sekcije Zbora liječnika Hrvatske (1952. godine). Specijalizirao i doktorirao iz područja dermatovenerologije. Primarijus od 1971. godine. Predavao dermatovenerologiju na Medicinskom i na Stomatološkom fakultetu. U mirovinu otišao 1983. godine. Akademija medicinskih znanosti Hrvatske dodijelila mu je Nagradu Pavao Ćulumović.
Bavio se profesionalnim dermatozama i alergijskim dermatopatijama, proučavao kliničku imunologiju kožnih i spolnih bolesti, posebice psorijaze, eritematodnog lupusa i sifilisa, istraživao kutane i kutanosupkutane vaskulitise te djelovanje humanoga leukocitnog interferona na ulceracije potkoljenice.